# Sejsmograf
Sejsmograf (gr.) – urządzenie do wykrywania i rejestracji drgań skorupy ziemskiej (przemieszczeń, prędkości lub przyspieszenia) wywołanych wstrząsami naturalnymi lub sztucznymi.

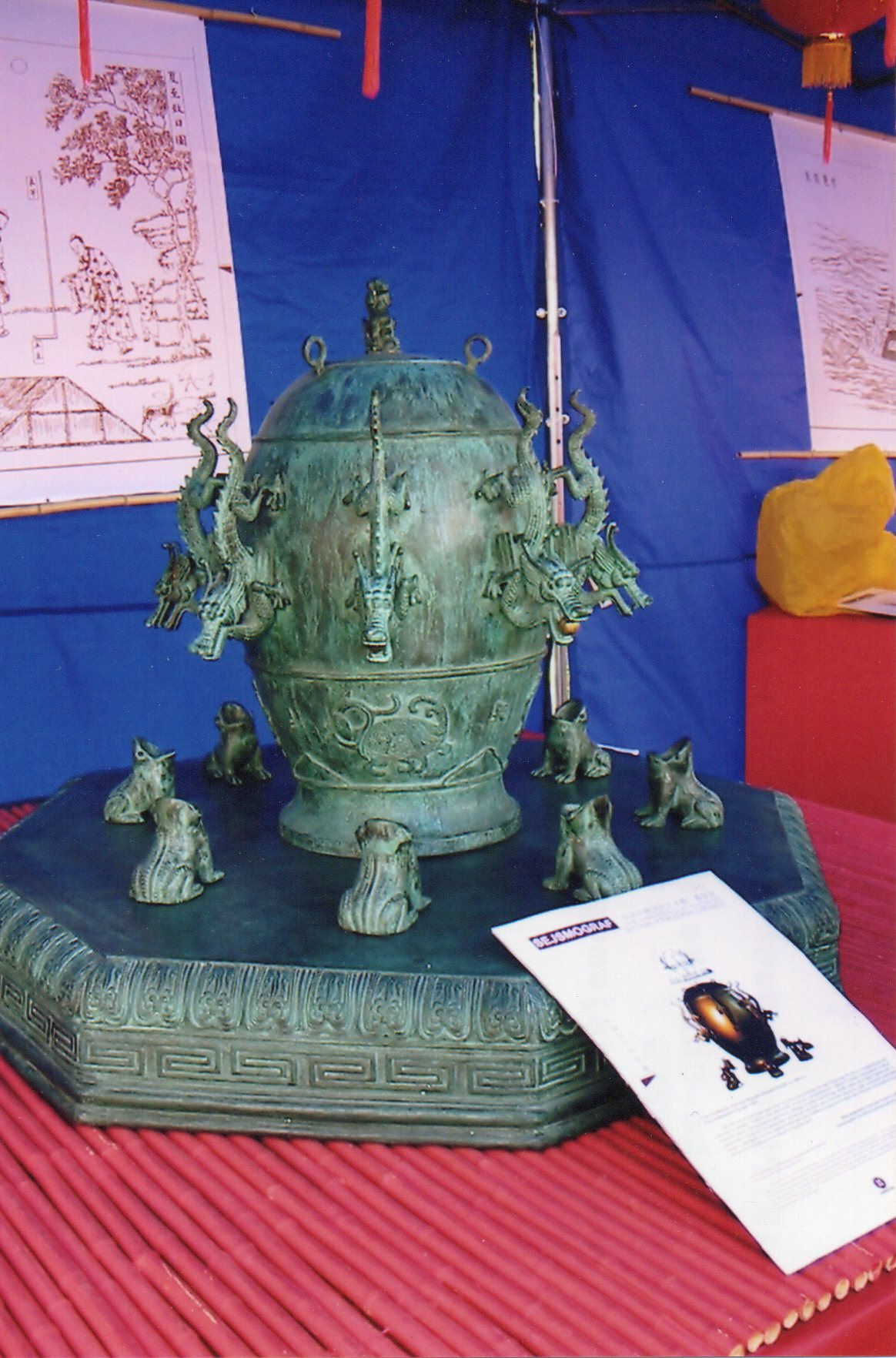
Starożytny chiński sejsmometr z II wieku n.e. (replika eksponowana w Warszawie)

Głównym elementem sejsmografu jest sejsmometr, którego podstawową częścią jest masa bezwładna zawieszona tak, że tworzy wahadło fizyczne (pionowe lub poziome). W sejsmografach o ruchomym wahadle okres drgań własnych wahadła powinien być duży w porównaniu z okresem drgań gruntu, gdyż wtedy wahadło można traktować jako stały punkt odniesienia, względem którego określa się wielkość i kierunek drgań gruntu. Drgania gruntu są przetwarzane na impulsy elektryczne, wzmacniane i rejestrowane za pośrednictwem galwanometru na taśmie światłoczułej (w systemach tradycyjnych, wychodzących z użycia) lub w pamięci komputera (w rozwiązaniach nowoczesnych). Sejsmografy pozwalają uzyskiwać powiększenia drgań gruntu rzędu kilku milionów. 
Coraz częściej stosuje się sejsmografy z nieruchomym wahadłem, w których mierzy się siłę potrzebną do utrzymania wahadła nieruchomo. Okres drgań własnych wahadła nie jest wtedy bardzo istotny i nawet sejsmograf z małym wahadłem może rejestrować fale długookresowe (o okresie do kilkudziesięciu minut). Pozwala to na znaczne zmniejszenie masy i rozmiarów przyrządu. Zapis drgań gruntu przez sejsmograf nosi nazwę sejsmogramu. Pozwala na wyznaczenie czasu przyjścia fal sejsmicznych różnego typu do stacji sejsmologicznej oraz na określenie amplitud i okresów tych fal. Do rejestracji bardzo powolnych drgań (o okresach kilkudziesięciu minut) można też stosować niektóre grawimetry.
W zależności od specyficznych rozwiązań konstrukcyjnych można sejsmografy podzielić:
- ze względu na kierunek rejestrowanych drgań:

1. poziome
2. pionowe

- ze względu na częstotliwość rejestrowanych drgań:

1. krótkookresowe
2. długookresowe
3. szerokopasmowe

- ze względu na rodzaj sygnału wyjściowego:

1. przetworniki prędkościowe
2. przetworniki przyspieszeniowe (akcelerometry)
3. przetworniki przemieszczeniowe

Pierwsze takie urządzenie skonstruował Zhang Heng w 132 roku w Chinach. Główną część stanowił wysoki na 2,5 metra dzban wykonany z brązu, z ośmioma smokami dookoła, trzymających w paszczach żelazne kule. Pod głową każdego smoka siedziała ropucha z otwartymi ustami. W środku dzbana znajdowało się wahadło, które wprawiane było w drganie na skutek wstrząsów ziemi. Wahadło dzięki systemowi dźwigni zwalniało blokadę w głowie jednego ze smoków i kula wpadała do ust żaby. Dzięki temu można było odczytać kierunek trzęsienia ziemi i odpowiednio wcześnie zareagować. Replika takiego sejsmografu prezentowana była na wystawie plenerowej w Warszawie w czerwcu 2008 roku.